# Dia Mundial da Segurança do Paciente
O Dia Mundial da Segurança do Paciente é um dia comemorado anualmente em 17 de setembro desde 2019, proclamado pela Assembleia Mundial da Saúde no mesmo ano.

## Proclamação
O Dia Mundial da Segurança do Paciente foi proclamado pela Assembleia Mundial da Saúde em sua 72.ª sessão, em 28 de maio de 2019. A proclamação desse dia foi endossada por todos os 194 Estados-membros da Organização Mundial da Saúde (OMS). A proclamação destaca a segurança do paciente como uma prioridade da saúde global, sendo a segurança do paciente entendida como a redução dos riscos, erros e danos que os pacientes sofrem durante a prestação de cuidados de saúde.

## Celebração
A data de 17 de setembro foi escolhida para coincidir com o compromisso global dos Estados-membros da OMS de priorizar a segurança do paciente e reduzir os riscos na assistência à saúde. A primeira comemoração oficial ocorreu em 2019.
O principal objetivo dessa iniciativa é promover a segurança do paciente, reduzir danos em ambientes de saúde e fomentar uma cultura de segurança nos sistemas de saúde em todo o mundo, observando práticas como a administração correta de medicamentos, higiene adequada e treinamento contínuo dos profissionais de saúde. Ela visa aumentar a conscientização pública e melhorar a compreensão global sobre o assunto.
Desde a sua criação, vários eventos e atividades são organizados ao nível global, regional, nacional e local, envolvendo organizações de saúde, formuladores de políticas, acadêmicos, instituições e outras partes interessadas importantes. A comemoração se concentra em tópicos como segurança de medicamentos, educação e treinamento em segurança do paciente e a criação de sistemas de notificação e aprendizado.

## Temas
- 2019: Segurança do paciente: uma prioridade global da saúde[4]
- 2020: Segurança do trabalhador da saúde: uma prioridade para a segurança do paciente[5]
- 2021: Cuidados maternos e neonatais seguros[6]
- 2022: Medicação sem danos[7]
- 2023: Dê voz aos pacientes![8]
- 2024: Melhoria do diagnóstico para a segurança do paciente[9]